# メートル毎秒
メートル毎秒（メートルまいびょう、英: metre per second、記号m/s）は、国際単位系(SI)における速さ又は速度の一貫性のある組立単位である。
ただし、日本の計量法では「速さ」の単位としており、「速度」の単位とはしていない。1メートル毎秒は、「1秒間に1メートルの速さ」と定義される。
なお、速さと速度の違いについては、速度#速度と速さを参照のこと。
単位記号は、m/s である。m/sec としてはならない。
日常会話では「秒速何メートル」とも表現する。また、風速は日本では通常メートル毎秒で測るが、口頭では「毎秒」を省略して「風速何メートル」と表現することが多い。
1メートル毎秒は、以下に等しい。
- 3.6 キロメートル毎時(km/h)
- 約3.2808 フィート毎秒(ft/s) = 約2.2369 マイル毎時(mi/h)
- 約1.9438 ノット

## 派生単位

### センチメートル毎秒
センチメートル毎秒（記号:cm/s）は、1秒間に1センチメートルの速さと定義される速度の単位で、1メートル毎秒の100分の1である。
センチメートル毎秒はCGS単位系における速度の基本単位である。カイン(kine)の別名があり、日本では地震動の最大の速さを表す単位として用いられている。建物の被害との関連では、加速度のガルとともに、重要な指標とされる。ただし、「カイン」は国際単位系(SI)では全く認めていない非SI単位である。計量法上は非法定計量単位であり、取引・証明における使用は禁止されている。
カイン(kine)の語源は運動を表すkinematicの頭4文字を取って読んだものと言われている。

## 符号位置
| 記号 | Unicode | JIS X 0213 | 文字参照          | 名称         |
| ---- | ------- | ---------- | ----------------- | ------------ |
| ㎧   | U+33A7  | -          | &#x33A7; &#13223; | メートル毎秒 |

Unicodeには、メートル毎秒を表す上記の文字が収録されている。これはCJK互換用文字であり、既存の文字コードに対する後方互換性のために収録されているものであるので、使用は推奨されない。

## 換算
|        | メートル毎秒 （SI単位） | キロメートル毎時 | ノット       | マイル毎時    | フィート毎秒  |
| ------ | ----------------------- | ---------------- | ------------ | ------------- | ------------- |
| 1 m/s  | = 1 m/s                 | = 3.6 km/h       | ≈ 1.9438 kt  | ≈ 2.2369 mph  | ≈ 3.2808 fps  |
| 1 km/h | ≈ 0.27778 m/s           | = 1 km/h         | ≈ 0.53996 kt | ≈ 0.62137 mph | ≈ 0.91134 fps |
| 1 kt   | ≈ 0.51444 m/s           | = 1.852 km/h     | = 1 海里/h   | ≈ 1.1508 mph  | ≈ 1.6878 fps  |
| 1 mph  | = 0.44704 m/s           | = 1.609344 km/h  | ≈ 0.8690 kt  | = 1 mi/h      | ≈ 1.4667 fps  |
| 1 fps  | = 0.3048 m/s            | = 1.09728 km/h   | ≈ 0.59248 kt | ≈ 0.68181 mph | = 1 ft/s      |